# Gran dodecahemicosaedro
En geometría, el gran dodecahemicosaedro es un poliedro uniforme estrellado, indexado como U65. Tiene 22 caras (12 pentágonos y 10 hexágonos), 60 aristas y 30 vértices. Su figura de vértice es un cuadrilátero cruzado.
Es un hemipoliedro con diez caras hexagonales que pasan por el centro del modelo.

## Poliedros relacionados
Su envolvente convexa es el icosidodecaedro. También comparte su disposición de vértices con el dodecadodecaedro (que tiene las caras pentagonales en común) y con el pequeño dodecahemicosaedro (que tiene las caras hexagonales en común).
| Dodecadodecaedro        | Pequeño dodecahemicosaedro           |
| Gran dodecahemicosaedro | Icosidodecaedro (envolvente convexa) |

### Gran dodecahemicosacrono
El gran dodecahemicosacrono es el dual del gran dodecahemicosaedro y es uno de los nueve hemipoliedros. Visualmente es indistinguible del pequeño dodecahemicosacrono.
Dado que los hemipoliedros tienen caras que pasan por el centro del poliedro, sus duales tienen sus correspondientes vértices en el infinito; más concretamente, en el infinito del plano proyectivo real. En los Modelos duales de Magnus Wenninger, se representan mediante prismas que se cruzan, cada uno de los cuales se extiende en ambas direcciones hasta el mismo vértice en el infinito, para mantener la simetría. En la práctica, los prismas del modelo se cortan en un punto determinado para hacer manejables las figuras. Wenninger sugirió que estas figuras son miembros de una nueva clase de figuras de estelación, a las que denominó "estelaciones hasta el infinito". Sin embargo, también sugirió que, en sentido estricto, no son poliedros porque su construcción no se ajusta a las definiciones habituales.
Se puede considerar que el gran dodecahemicosaedro tiene diez vértices en el infinito.